# Formula 1 – sezona 1950.
| FIA Svjetsko automobilističko prvenstvo 1950. | FIA Svjetsko automobilističko prvenstvo 1950. |
|                                               | Prvak                                         |
| --------------------------------------------- | --------------------------------------------- |
| Vozač                                         | Nino Farina (Alfa Romeo)                      |
| Prethodna sezona                              | Sljedeća sezona                               |
| 1949.                                         | 1951.                                         |

Formula 1 - sezona 1950. je bila 1. sezona u prvenstvu Formule 1. Natjecanje se službeno zvalo Svjetsko automobilističko prvenstvo 1950., a vozilo se u bolidima Formule 1. Sezona je započela na stazi Silverstone gdje se prva utrka vozila 13. svibnja, a završila 3. rujna na sedmoj utrci sezone na stazi Monza. 
Prvak je postao Nino Farina u bolidu Alfa Romeo koji je s tri pobjede u Velikoj Britaniji, Švicarskoj i Italiji, osvojio naslov ispred momčadskog kolege Juana Manuela Fangija koji je također upisao tri pobjede u Monaku, Belgiji i Francuskoj. Utrka 500 milja Indianapolisa pripala je Johnnie Parsonsu u Kurtis Kraftu.

## Vozači i konstruktori
| Alfa Romeo                                                                            | Alfa Romeo SpA               | Alfa Romeo 158 Alfa Romeo 159                        | Alfa Romeo 159 LBC 1.5 L8s                                                            | P    | Nino Farina           | 1–2, 4–7    |
| Alfa Romeo                                                                            | Alfa Romeo SpA               | Alfa Romeo 158 Alfa Romeo 159                        | Alfa Romeo 159 LBC 1.5 L8s                                                            | P    | Juan Manuel Fangio    | 1–2, 4–7    |
| Alfa Romeo                                                                            | Alfa Romeo SpA               | Alfa Romeo 158 Alfa Romeo 159                        | Alfa Romeo 159 LBC 1.5 L8s                                                            | P    | Luigi Fagioli         | 1–2, 4–7    |
| Alfa Romeo                                                                            | Alfa Romeo SpA               | Alfa Romeo 158 Alfa Romeo 159                        | Alfa Romeo 159 LBC 1.5 L8s                                                            | P    | Reg Parnell           | 1           |
| Alfa Romeo                                                                            | Alfa Romeo SpA               | Alfa Romeo 158 Alfa Romeo 159                        | Alfa Romeo 159 LBC 1.5 L8s                                                            | P    | Consalvo Sanesi       | 7           |
| Alfa Romeo                                                                            | Alfa Romeo SpA               | Alfa Romeo 158 Alfa Romeo 159                        | Alfa Romeo 159 LBC 1.5 L8s                                                            | P    | Piero Taruffi         | 7           |
| Ferrari                                                                               | Scuderia Ferrari             | Ferrari 125 Ferrari 166F2-50 Ferrari 275 Ferrari 375 | Ferrari 125 F1 1.5 V12s Ferrari 166 F2 2.0 V12 Ferrari 3.3 V12 Ferrari 375 F1 4.5 V12 | P    | Luigi Villoresi       | 2, 4–5      |
| Ferrari                                                                               | Scuderia Ferrari             | Ferrari 125 Ferrari 166F2-50 Ferrari 275 Ferrari 375 | Ferrari 125 F1 1.5 V12s Ferrari 166 F2 2.0 V12 Ferrari 3.3 V12 Ferrari 375 F1 4.5 V12 | P    | Alberto Ascari        | 2, 4–5, 7   |
| Ferrari                                                                               | Scuderia Ferrari             | Ferrari 125 Ferrari 166F2-50 Ferrari 275 Ferrari 375 | Ferrari 125 F1 1.5 V12s Ferrari 166 F2 2.0 V12 Ferrari 3.3 V12 Ferrari 375 F1 4.5 V12 | P    | Raymond Sommer        | 2,4         |
| Ferrari                                                                               | Scuderia Ferrari             | Ferrari 125 Ferrari 166F2-50 Ferrari 275 Ferrari 375 | Ferrari 125 F1 1.5 V12s Ferrari 166 F2 2.0 V12 Ferrari 3.3 V12 Ferrari 375 F1 4.5 V12 | P    | Dorino Serafini       | 7           |
| Ferrari                                                                               | Peter Whitehead              | Ferrari 125                                          | Ferrari 125 F1 1.5 V12s                                                               | D P  | Peter Whitehead       | 2, 6–7      |
| Talbot-Lago-Talbot                                                                    | Automobiles Talbot-Darracq   | Talbot-Lago T26C-DA Talbot-Lago T26C                 | Talbot 23CV 4.5 L6                                                                    | D    | Yves Giraud-Cabantous | 1, 4–6      |
| Talbot-Lago-Talbot                                                                    | Automobiles Talbot-Darracq   | Talbot-Lago T26C-DA Talbot-Lago T26C                 | Talbot 23CV 4.5 L6                                                                    | D    | Louis Rosier          | 1, 4–6      |
| Talbot-Lago-Talbot                                                                    | Automobiles Talbot-Darracq   | Talbot-Lago T26C-DA Talbot-Lago T26C                 | Talbot 23CV 4.5 L6                                                                    | D    | Philippe Étancelin    | 1, 5        |
| Talbot-Lago-Talbot                                                                    | Automobiles Talbot-Darracq   | Talbot-Lago T26C-DA Talbot-Lago T26C                 | Talbot 23CV 4.5 L6                                                                    | D    | Eugène Martin         | 1, 4        |
| Talbot-Lago-Talbot                                                                    | Automobiles Talbot-Darracq   | Talbot-Lago T26C-DA Talbot-Lago T26C                 | Talbot 23CV 4.5 L6                                                                    | D    | Pierre Levegh         | 5–6         |
| Talbot-Lago-Talbot                                                                    | Ecurie Belge                 | Talbot-Lago T26C                                     | Talbot 23CV 4.5 L6                                                                    | D    | Johnny Claes          | 1–2, 4–7    |
| Talbot-Lago-Talbot                                                                    | Philippe Étancelin           | Talbot-Lago T26C-DA Talbot-Lago T26C                 | Talbot 23CV 4.5 L6                                                                    | D    | Philippe Étancelin    | 2, 4, 6–7   |
| Talbot-Lago-Talbot                                                                    | Philippe Étancelin           | Talbot-Lago T26C-DA Talbot-Lago T26C                 | Talbot 23CV 4.5 L6                                                                    | D    | Eugène Chaboud        | 6           |
| Talbot-Lago-Talbot                                                                    | Ecurie Rosier                | Talbot-Lago T26C-GS Talbot-Lago T26C                 | Talbot 23CV 4.5 L6                                                                    | D    | Louis Rosier          | 2, 7        |
| Talbot-Lago-Talbot                                                                    | Ecurie Rosier                | Talbot-Lago T26C-GS Talbot-Lago T26C                 | Talbot 23CV 4.5 L6                                                                    | D    | Henri Louveau         | 7           |
| Talbot-Lago-Talbot                                                                    | Ecurie Bleue                 | Talbot-Lago T26C                                     | Talbot 23CV 4.5 L6                                                                    | D    | Harry Schell          | 4           |
| Talbot-Lago-Talbot                                                                    | Raymond Sommer               | Talbot-Lago T26C-GS Talbot-Lago T26C                 | Talbot 23CV 4.5 L6                                                                    | D    | Raymond Sommer        | 5–7         |
| Talbot-Lago-Talbot                                                                    | Ecurie Lutetia               | Talbot-Lago T26C-DA                                  | Talbot 23CV 4.5 L6                                                                    | D    | Eugène Chaboud        | 5           |
| Talbot-Lago-Talbot                                                                    | Charles Pozzi                | Talbot-Lago T26C                                     | Talbot 23CV 4.5 L6                                                                    | D    | Charles Pozzi         | 6           |
| Talbot-Lago-Talbot                                                                    | Charles Pozzi                | Talbot-Lago T26C                                     | Talbot 23CV 4.5 L6                                                                    | D    | Louis Rosier          | 6           |
| Talbot-Lago-Talbot                                                                    | Guy Mairesse                 | Talbot-Lago T26C-DA                                  | Talbot 23CV 4.5 L6                                                                    | D    | Guy Mairesse          | 7           |
| Talbot-Lago-Talbot                                                                    | Pierre Levegh                | Talbot-Lago T26C-DA                                  | Talbot 23CV 4.5 L6                                                                    | D    | Pierre Levegh         | 7           |
| Maserati                                                                              | Officine Alfieri Maserati    | Maserati 4CLT-48                                     | Maserati 4 CL 1.5 L4s                                                                 | P    | Louis Chiron          | 1–2, 4, 6–7 |
| Maserati                                                                              | Officine Alfieri Maserati    | Maserati 4CLT-48                                     | Maserati 4 CL 1.5 L4s                                                                 | P    | Franco Rol            | 2, 6–7      |
| Maserati                                                                              | Scuderia Ambrosiana          | Maserati 4CLT-48 Maserati 4CL                        | Maserati 4 CL 1.5 L4s                                                                 | D    | David Murray          | 1, 7        |
| Maserati                                                                              | Scuderia Ambrosiana          | Maserati 4CLT-48 Maserati 4CL                        | Maserati 4 CL 1.5 L4s                                                                 | D    | David Hampshire       | 1, 6        |
| Maserati                                                                              | Scuderia Ambrosiana          | Maserati 4CLT-48 Maserati 4CL                        | Maserati 4 CL 1.5 L4s                                                                 | D    | Reg Parnell           | 6           |
| Maserati                                                                              | Joe Fry                      | Maserati 4CL                                         | Maserati 4 CL 1.5 L4s                                                                 | D    | Joe Fry               | 1           |
| Maserati                                                                              | Joe Fry                      | Maserati 4CL                                         | Maserati 4 CL 1.5 L4s                                                                 | D    | Brian Shawe-Taylor    | 1           |
| Maserati                                                                              | Enrico Platé                 | Maserati 4CLT-48                                     | Maserati 4 CL 1.5 L4s                                                                 | P    | Toulo de Graffenried  | 1–2, 4, 7   |
| Maserati                                                                              | Enrico Platé                 | Maserati 4CLT-48                                     | Maserati 4 CL 1.5 L4s                                                                 | P    | Prince Bira           | 1–2, 4, 7   |
| Maserati                                                                              | Scuderia Achille Varzi       | Maserati 4CLT-48 Maserati 4CLT-50 Maserati 4CL       | Maserati 4 CL 1.5 L4s                                                                 | P    | José Froilán González | 2, 6        |
| Maserati                                                                              | Scuderia Achille Varzi       | Maserati 4CLT-48 Maserati 4CLT-50 Maserati 4CL       | Maserati 4 CL 1.5 L4s                                                                 | P    | Alfredo Pián          | 2           |
| Maserati                                                                              | Scuderia Achille Varzi       | Maserati 4CLT-48 Maserati 4CLT-50 Maserati 4CL       | Maserati 4 CL 1.5 L4s                                                                 | P    | Nello Pagani          | 4           |
| Maserati                                                                              | Scuderia Achille Varzi       | Maserati 4CLT-48 Maserati 4CLT-50 Maserati 4CL       | Maserati 4 CL 1.5 L4s                                                                 | P    | Toni Branca           | 4           |
| Maserati                                                                              | Scuderia Milano              | Maserati 4CLT-50                                     | Maserati 4 CL 1.5 L4s                                                                 | P    | Felice Bonetto        | 4           |
| Maserati                                                                              | Antonio Branca               | Maserati 4CL                                         | Maserati 4 CL 1.5 L4s                                                                 | P    | Toni Branca           | 5           |
| Maserati                                                                              | Paul Pietsch                 | Maserati 4CLT-48                                     | Maserati 4 CL 1.5 L4s                                                                 | P    | Paul Pietsch          | 7           |
| ERA                                                                                   | T.A.S.O. Mathieson           | ERA E                                                | ERA 1.5 L6s                                                                           | D    | Leslie Johnson        | 1           |
| ERA                                                                                   | Peter Walker                 | ERA E                                                | ERA 1.5 L6s                                                                           | D    | Peter Walker          | 1           |
| ERA                                                                                   | Peter Walker                 | ERA E                                                | ERA 1.5 L6s                                                                           | D    | Tony Rolt             | 1           |
| ERA                                                                                   | Cuth Harrison                | ERA B                                                | ERA 1.5 L6s                                                                           | D    | Cuth Harrison         | 1–2, 7      |
| ERA                                                                                   | Bob Gerard                   | ERA B ERA A                                          | ERA 1.5 L6s                                                                           | D    | Bob Gerard            | 1–2         |
| Alta                                                                                  | Joe Kelly                    | Alta GP                                              | Alta 1.5 L4s                                                                          | D    | Joe Kelly             | 1           |
| Alta                                                                                  | Geoffrey Crossley            | Alta GP                                              | Alta 1.5 L4s                                                                          | D    | Geoffrey Crossley     | 1, 5        |
| Simca-Gordini                                                                         | Equipe Gordini               | Simca-Gordini T15                                    | Simca-Gordini 15C 1.5 L4s                                                             | E    | Robert Manzon         | 2, 6–7      |
| Simca-Gordini                                                                         | Equipe Gordini               | Simca-Gordini T15                                    | Simca-Gordini 15C 1.5 L4s                                                             | E    | Maurice Trintignant   | 2, 7        |
| Cooper-JAP                                                                            | Horschell Racing Corporation | Cooper T12                                           | JAP 1.1 V2                                                                            | D    | Harry Schell          | 2           |
| Maserati-Milano                                                                       | Scuderia Milano              | Maserati 4CLT-50                                     | Milano 1.5 L4s                                                                        | P    | Felice Bonetto        | 6           |
| Maserati-Milano                                                                       | Scuderia Milano              | Maserati 4CLT-50                                     | Milano 1.5 L4s                                                                        | P    | Franco Comotti        | 7           |
| Ferrari-Jaguar                                                                        | Clemente Biondetti           | Ferrari 166S                                         | Jaguar XK 3.4 L6                                                                      | P    | Clemente Biondetti    | 7           |
| Milano-Speluzzi                                                                       | Scuderia Milano              | Milano 1                                             | Speluzzi 1.5 L4s                                                                      | P    | Felice Bonetto        | 7           |
| Vozači i konstruktori koji su nastupali s bolidma IndyCara na 500 milja Indianapolisa |                              |                                                      |                                                                                       |      |                       |             |
| Konstruktor                                                                           | Momčad / Sudionik            | Šasija                                               | Motor                                                                                 | Gume | Vozač                 | Utrke       |
| Kurtis Kraft-Offenhauser                                                              | Wynn's Friction Proofing     | Kurtis                                               | Offenhauser 4.5 L4                                                                    | F    | Johnnie Parsons       | 3           |
| Kurtis Kraft-Offenhauser                                                              | Wynn's Friction Proofing     | Kurtis Kraft 3000                                    | Offenhauser 3.0 L4C                                                                   | F    | Freddie Agabashian    | 3           |
| Kurtis Kraft-Offenhauser                                                              | John Zink                    | Kurtis Kraft 3000                                    | Offenhauser 4.5 L4                                                                    | F    | Cecil Green           | 3           |
| Kurtis Kraft-Offenhauser                                                              | Granatelli-Sabourin          | Kurtis Kraft 3000                                    | Offenhauser 4.5 L4                                                                    | F    | Pat Flaherty          | 3           |
| Kurtis Kraft-Offenhauser                                                              | Hinkle                       | Kurtis Kraft 3000                                    | Offenhauser 4.5 L4                                                                    | F    | Jack McGrath          | 3           |
| Kurtis Kraft-Offenhauser                                                              | Wolfe                        | Kurtis Kraft 2000                                    | Offenhauser 4.5 L4                                                                    | F    | Joie Chitwood         | 3           |
| Kurtis Kraft-Offenhauser                                                              | Grant Piston Ring            | Kurtis Kraft 2000                                    | Offenhauser 4.5 L4                                                                    | F    | Walt Faulkner         | 3           |
| Kurtis Kraft-Offenhauser                                                              | Pete Wales                   | Kurtis Kraft 2000                                    | Offenhauser 4.5 L4                                                                    | F    | Johnny McDowell       | 3           |
| Kurtis Kraft-Offenhauser                                                              | Morris                       | Kurtis Kraft 2000                                    | Offenhauser 4.5 L4                                                                    | F    | Jerry Hoyt            | 3           |
| Kurtis Kraft-Offenhauser                                                              | Merz Engineering             | Kurtis Kraft 2000                                    | Offenhauser 4.5 L4                                                                    | F    | Sam Hanks             | 3           |
| Kurtis Kraft-Offenhauser                                                              | Brown Motor Co.              | Kurtis Kraft 2000                                    | Offenhauser 4.5 L4                                                                    | F    | Duke Dinsmore         | 3           |
| Deidt-Offenhauser                                                                     | Blue Crown Spark Plug        | Deidt                                                | Offenhauser 4.5 L4                                                                    | F    | Bill Holland          | 3           |
| Deidt-Offenhauser                                                                     | Blue Crown Spark Plug        | Deidt                                                | Offenhauser 4.5 L4                                                                    | F    | Tony Bettenhausen     | 3           |
| Deidt-Offenhauser                                                                     | Howard Keck                  | Deidt                                                | Offenhauser 4.5 L4                                                                    | F    | Mauri Rose            | 3           |
| Moore-Offenhauser                                                                     | Blue Crown Spark Plug        | Moore                                                | Offenhauser 4.5 L4                                                                    | F    | Lee Wallard           | 3           |
| Lesowsky-Offenhauser                                                                  | Blue Crown Spark Plug        | Lesovsky                                             | Offenhauser 4.5 L4                                                                    | F    | George Connor         | 3           |
| Nichels-Offenhauser                                                                   | Russo-Nichels                | Nichels                                              | Offenhauser 4.5 L4                                                                    | F    | Paul Russo            | 3           |
| Marchese-Offenhauser                                                                  | Bardahl                      | Marchese                                             | Offenhauser 4.5 L4                                                                    | F    | Myron Fohr            | 3           |
| Stevens-Offenhauser                                                                   | Belanger Motors              | Stevens                                              | Offenhauser 3.0 L4C                                                                   | F    | Duane Carter          | 3           |
| Silnes-Offenhauser                                                                    | Tuffy's Offy                 | Silnes                                               | Offenhauser 4.5 L4                                                                    | F    | Mack Hellings         | 3           |

## Kalendar
| 1                                                           | 2                                                        | 3                                               | 4                                                    |
| ----------------------------------------------------------- | -------------------------------------------------------- | ----------------------------------------------- | ---------------------------------------------------- |
| Velika nagrada Velike Britanije III RAC Grand Prix d'Europe | Velika nagrada Monaka XI Grand Prix Automobile de Monaco | 500 milja Indianapolisa XXXIV 500 Mile Race     | Velika nagrada Švicarske X Grosser Preis der Schweiz |
|                                                             |                                                          |                                                 |                                                      |
| Staza: Silverstone                                          | Staza: Monaco                                            | Staza: Indianapolis                             | Staza: Bremgarten                                    |
| Mjesto: Silverstone, Ujedinjeno Kraljevstvo                 | Mjesto: Monte Carlo, Monako                              | Mjesto: Speedway, Indiana, SAD                  | Mjesto: Bern, Švicarska                              |
| Datum: 11. – 13. svibnja                                    | Datum: 19. – 21. svibnja                                 | Datum: 13. – 31. svibnja                        | Datum: 2. – 4. lipnja                                |
| Dužina staze: 4,649 km                                      | Dužina staze: 3,181 km                                   | Dužina staze: 4,023 km                          | Dužina staze: 7,280 km                               |
| Broj krugova: 70                                            | Broj krugova: 100                                        | Broj krugova: 138                               | Broj krugova: 42                                     |
| Vrijeme na dan utrke:                                       | Vrijeme na dan utrke:                                    | Vrijeme na dan utrke:                           | Vrijeme na dan utrke:                                |
| 5                                                           | 6                                                        | 7                                               |                                                      |
| Velika nagrada Belgije XII Grand Prix de Belgique           | Velika nagrada Francuske XXXVII Grand Prix de l'ACF      | Velika nagrada Italije XXI Gran Premio d'Italia |                                                      |
|                                                             |                                                          |                                                 |                                                      |
| Staza: Spa-Francorchamps                                    | Staza: Reims-Gueux                                       | Staza: Monza                                    |                                                      |
| Mjesto: Stavelot, Belgija                                   | Mjesto: Gueux, Francuska                                 | Mjesto: Monza, Italija                          |                                                      |
| Datum: 16. – 18. lipnja                                     | Datum: 31. kolovoza – 2. srpnja                          | Datum: 1. – 3. rujna                            |                                                      |
| Dužina staze: 14,120 km                                     | Dužina staze: 7,815 km                                   | Dužina staze: 6,300 km                          |                                                      |
| Broj krugova: 35                                            | Broj krugova: 64                                         | Broj krugova: 80                                |                                                      |
| Vrijeme na dan utrke:                                       | Vrijeme na dan utrke:                                    | Vrijeme na dan utrke:                           |                                                      |

## Sažetak sezone
Nakon Drugog svjetskog rata, točnije 1947. godine, osnovana je kategorija Formule 1 za Grand Prix utrke. Nakon nekoliko prijelaznih godina, uspostavljeno je Svjetsko automobilističko prvenstvo vozača, ono što danas zovemo Formulom 1.
Ideja, dakako, nije bila nova. Prvo Svjetsko automobilističko prvenstvo za konstruktore zapravo je održano još 1925. I tada je, baš kao što će biti slučaj četvrt stoljeća kasnije, dominantan bio Alfa Romeo, samo da bi se momčad nakon te jedne sezone povukla iz natjecanja. Prva titula ostala je njena, a prvaci su kasnije bili još Bugatti i Delage, a onda se sve urušilo i AIACR, FIA-in prethodnik, nije više imao što bodovati.
Godine 1931. pokrenuto je Europsko automobilističko prvenstvo kao zamjensko natjecanje, sada u konkurenciji vozača. Vozilo se s prekidima do izbijanja Drugog svjetskog rata. Prvi naslov prvaka je osvojio Ferdinando Minoia, a nakon njega titule su osvajali još Tazio Nuvolari, Bernd Rosemeyer i, triput, Rudolf Caracciola. Bilo je to vrijeme dominacije njemačkih Srebrnih strijela, a još i danas traju polemike o tome tko je trebao osvojiti titulu u prekinutom prvenstvu 1939., Mercedesov Hermann Lang ili Auto Unionov Hermann Paul Müller.
Kada je nakon rata ponovo pokrenuto utrkivanje za Veliku nagradu, u njemu neko vrijeme nije bilo Srebrnih strijela, jer je Nijemcima bilo zabranjeno sudjelovanje. To je Alfa Romeove tvorničke bolide učinilo gotovo nepobjedivima. Modeli 158 znani pod nadimkom Alfetta nisu samo izvučeni iz skrovišta u kojima su proveli rat, nego su bili i značajno dorađeni. Regulativa nove Grand Prix kategorije, od 1947. nazvane potpuno novim nazivom Formula 1, predviđala je ili kompresorske motore od 1,5 litre ili atmosferske motore trostruko veće zapremine.
Alfa Romeova tvornica iz Milana, u državnom vlasništvu još od Duceova vremena, imala je značajno veće resurse od konkurenata koji su se mogli nadati pobjedi samo ako ne bi bilo niti jedne Alfette na startu. 
Alfina tvornička momčad bila je nedodirljiva. Jean-Pierre Wimille smatran je najvećim vozačem tog vremena, a on, grof Carlo Felice Trossi i Achille Varzi naprosto su pobjeđivali sve pred sobom. A onda su zaredale tragedije. Varzi je poginuo na Bremgartenu 1948., Wimille na stazi Palermo u Buenos Airesu početkom sljedeće godine, dok je Trossi umro od raka u svibnju 1949. Unutar godine dana, nestala je čitava Alfa Romeova nepobjediva trojka. Momčad se još jednom povukla iz utrka, kojima je te 1949. počeo vladati Ferrari, no kada je objavljeno da počinje novo natjecanje - Svjetsko prvenstvo vozača 1950., Alfa Romeo je najavio da će se vratiti utrkama, s ostarjelom, ali unatoč tome vrlo konkurentnom Alfettom 158. Momčad je okupila trojicu vozača kojima je prezime počinjalo istim slovom.
Nino Farina, bivši Nuvolarijev momčadski kolega i član izvorne momčadi Scuderia Ferrari, vratio se u veliku Alfettu kako bi vodio momčad 1950. Farina je nastupao za Alfa Corse od 1938. do 1940., a među bolidima koje je vozio se nalazila i Alfetta 158. Drugi vozač momčadi bio je Luigi Fagioli, talijanski automobilistički veteran koji je bio jedan od posljednjih preostalih vozača koji su se utrkivali u Srebrnim strijelama - dominantnim njemačkim automobilima tridesetih. S 52 godine, Fagioli je bio jedan od najstarijih vozača na gridu. Treće potpisivanje Alfa Romea bilo je kasno i pomalo neočekivano. Nakon što je početkom godine pobijedio na Velikoj nagradi Paua i Velikoj nagradi San Rema, neprvenstvenim utrkama Formule 1, Alfa Romeo je potpisao najboljeg argentinskog vozača Juana Manuela Fangia, kojeg je, nakon dominacije u Argentini, automobilski klub Argentine (Automóvil Club Argentino) poslao da ih predstavlja u Europi gdje je brzo ostavio trag. 
Ferrari je zadržao vozačku postavu iz 1949. - Alberta Ascarija i Luigija Villoresija, no glavni suparnik Alfa Romea, izostao je s popisa za prvu utrku na Silverstoneu. Danas možda zvuči čudno, ali nitko tada nije mogao naslutiti da će novo prvenstvo zaživjeti, a kamoli koliko će postati važno. Ferrari je naprosto zaključio kako se ne isplati slati tvorničku momčad u Englesku, na superbrzu stazu na kojoj ionako nema osobitih šansi protiv snažnijih Alfetta, koje su u tom trenutku razvijale već preko 350 KS. Osim toga, Enzo Ferrari je bio i nezadovoljan početnim novcem koji su Britanci bili spremni platiti momčadima. pa je na kraju svega, Ferrari umjesto utrke na Silverstoneu, izabrao utrku Formule 2 koja se u isto vrijeme održavala u Monsu.

### Velika nagrada Velike Britanije
Bilo je sunčano i suho, ne i vruće. Ugodan kasnoproljetni dan u središnjoj Engleskoj, na jugu Northamptonshirea. Danas legendarna staza, Silverstone je tada bio jedan od mnogih napuštenih vojnih aerodroma preostalih nakon završetka rata. Prva je utrka ondje održana dvije godine ranije, a staza se — ponajprije zbog odličnog zemljopisnog položaja, dovoljno blizu najvećim engleskim gradovima da privuče publiku iz svih njih — počela nametati kao najozbiljniji kandidat za novi spiritualni dom britanskih utrka. Onaj pravi, stari, Brooklands, nepovratno je uništen tijekom rata i priča o kompetitivnim natjecanjima na njemu već je bila zauvijek gotova. Iako prave staze još nije ni bilo, razne bačve goriva dugo su služile kao markeri zavoja na nekadašnjoj pisti. Silverstone je dobio čast ne samo da ugosti Veliku nagradu Velike Britanije, nego je toj utrci te sezone dodijeljena i prestižna titula Velike nagrade Europe za tu sezonu, počasne titule koja je pedesetak godina dodjeljivana samo po jednoj utrci godišnje.
Kao što je već rečeno, Ferrari se nije pojavio na utrci, dok je Alfa Romeo uputio jednokratni poziv jednom od najboljih britanskih vozača, Regu Parnellu, za njegov domaći Grand Prix. Gianbattista Guidotti se također pojavio na gridu, kao zamjenski peti vozač za Alfa Romeo, no nije nastupio.
Maserati je imao šest bolida na utrci, no samo je Louis Chiron predstavljao tvorničku momčad Officine Alfieri Maserati. Od ostalih Maseratijevih bolida, tu je bila Scuderia Ambrosiana, koja je angažirala lokalne vozače, Davida Hampshirea i Davida Murrayja, dok su za momčad Enrico Platé nastupali barun Emmanuel de Graffenried i tajlandski princ B. Bira. Svih pet vozača nastupalo je u bolidu Maserati 4CLT/48, dok je Joe Fry nastupao u zastarjeloj šasiji Maserati 4CL. Sedmi vozač Felice Bonetto je trebao nastupiti u modificiranoj šasiji 4CLT/50 za momčad Scuderia Milano, ali se nije pojavio na utrci.
Talbot-Lago je imao pet bolida na utrci. Za momčad Automobiles Talbot-Darracq su nastupali Yves Giraud-Cabantous i Eugène Martin u nadograđenoj šasiji T26C-DA, dok su u standardnoj šasiji T26C nastupali Louis Rosier i Philippe Étancelin. U T26C šasiji je nastupao i Johnny Claes za momčad Ecurie Belge. Svi vozači su imali iskustva vožnje u bolidima Talbot-Lago u neprvenstvenim utrkama Formule 1, osim Martina.
Posljednjih šest bolida činili su britanski proizvođači. U bolidima Alta GP nastupali su Joe Kelly i Geoffrey Crossley, s tim da je Kellyju ovo bio prvi nastup u Altinom bolidu, dok je Crossley imao iskustva u neprvenstvenim utrkama. U bolidima ERA, nastupala su četiri vozača. Cuth Harrison i Bob Gerard vozili su u staru prijeratnu šasiju tipa B, dok su u moderniju šasiju tipa E ušli Peter Walker i Leslie Johnson, kojeg je angažirao drugi britanski vozač, Taso Mathieson, za utrku u svom bolidu tipa E. Peti vozač je trebao biti jedan od suosnivača English Racing Automobilesa, Raymond Mays, no on je otkazao svoj nastup prije utrke.
Nekim je bolidima bilo zabranjeno sudjelovanje na Silverstoneu. Brian Shawe-Taylor planirao je ući u stari bolid ERA tipa B, a Tony Rolt u Delage. Oba su bolida smatrana neprikladnima za utrku zbog svoje velike starosti, te nisu mogli nastupiti. Ipak, Shawe-Taylor je nastupio kasnije u jednom dijelu utrke, tako što je dijelio Maseratijev bolid s Joeom Fryjem, dok je Rolt podijelio ERA-u s Peterom Walkerom.
Hersham and Walton Motors je bila treća britanska momčad koja je htjela nastupiti sa suosnivačem momčadi Georgeom Abecassisom, no njegov zahtjev je odbijen, zbog toga što mu je bolid bio previše nov.
Kvalifikacije
S odsustvom Ferrarija, Alfa Romeo nije imao izazov tijekom kvalifikacija u četvrtak. Nino Farina je osvojio pole position s 0,2 sekunde prednosti ispred momčadskog kolege Luigija Fagiolija i 0,4 sekunde ispred Juana Manuela Fangija u trećem Alfa Romeu. Četvrti Alfa Romeo Rega Parnella, ostvario je četvrto vrijeme s 1,4 sekunde iza Farine. Prince Bira bio je najbolji od Maseratija, pobijedivši Yvesa Girauda-Cabantousa i Eugènea Martina u Talbot-Lagu. Toulo de Graffenried u drugom Maseratiju na osmom mjestu, kasnio je za Farinom točno pet sekundi, dok je Louis Rosier u trećem Talbot-Lagu zauzeo devetu poziciju. Peter Walker u ERA-i, koji je ostvario deseto vrijeme s 5,8 sekundi zaostatka za Farinom, je bio najbolji vozač kod britanskih bolida. Najveće razočaranje je bio Louis Chiron u Maseratiju na jedanaestom mjestu, jer se od veterana automobilizma ipak očekivalo nešto više. Leslie Johnson i Bob Gerard bili su sljedeći u svojim ERA bolidima, dok je Philippe Étancelin zauzeo četrnaesto mjesto u Talbot-Lagu, sa sedam sekundi zaostatka za Farinom. Cuth Harrison na petnaestom mjestu je bio najlošiji od četiri bolida ERA-e. Od 16. do 20. mjesta, pozicije su zauzeli preostali bolidi Maseratija Davida Hampshirea, Davida Murrayja i Joea Fryja, te dva Altina bolida Geoffa Crossleya i Joea Kellyja. Najlošije vrijeme kvalifikacija je odvezao Johnny Claes, koji je u Talbot-Lagu kasnio čak 18 sekundi za Farinom.
Utrka
Bolidi Alfa Romea su poveli utrku iz prvog startnog reda, s Ninom Farinom na prvom mjestu. Toulo de Graffenried je napredovao dva mjesta, dok je Yves Giraud-Cabantous izgubio dva mjesta. Peter Walker je s desetog mjesta pao na samo začelje zbog problema s mjenjačem. Leslie Johnson je postao prvi vozač koji je odustao, kada je njegov kompresor eksplodirao u drugom krugu. Ubrzo nakon njega, posljednji Walker je ušao u boks, te predao bolid Tonyju Roltu, ne bi li Rolt uspio napraviti nešto s bolidom čiji je mjenjač bio u kvaru. No u petom krugu, Rolt ponovo ulazi u boks, te odustaje. Tako su nakon samo pet krugova, dva od četiri bolida ERA-e odustala od utrke. Talbot-Lago Eugènea Martina se od početka utrke borio sa smanjenim dotokom ulja, te je Martin odustao u osmom krugu.
U 20. krugu poredak je izgledao: 1. Nino Farina (Alfa Romeo), 2. Luigi Fagioli (Alfa Romeo), 3. Juan Manuel Fangio (Alfa Romeo), 4. Reg Parnell (Alfa Romeo), 5. Prince Bira (Maserati), 6. Yves Giraud-Cabantous (Talbot-Lago), 7. Toulo de Graffenried (Maserati), 8. Louis Rosier (Talbot-Lago), 9. Philippe Étancelin (Talbot-Lago), 10. Cuth Harrison (ERA), 11. Bob Gerard (ERA), 12. David Hampshire (Maserati), 13. David Murray (Maserati), 14. Louis Chiron (Maserati), 15. Johnny Claes (Talbot-Lago), 16. Geoffrey Crossley (Alta), 17. Joe Kelly (Alta), 18. Joe Fry (Maserati).
| Poredak vozača nakon utrke | Poredak vozača nakon utrke | Poredak vozača nakon utrke |
| -------------------------- | -------------------------- | -------------------------- |
| 1.                         | Nino Farina                | 9                          |
| 2.                         | Luigi Fagioli              | 6                          |
| 3.                         | Reg Parnell                | 4                          |
| 4.                         | Yves Giraud-Cabantous      | 3                          |
| 5.                         | Louis Rosier               | 2                          |

### Velika nagrada Monaka
| Poredak vozača nakon utrke | Poredak vozača nakon utrke | Poredak vozača nakon utrke |
| -------------------------- | -------------------------- | -------------------------- |
| 1.                         | Nino Farina                | 9                          |
| 2.                         | Juan Manuel Fangio         | 9                          |
| 3.                         | Luigi Fagioli              | 6                          |
| 4.                         | Alberto Ascari             | 6                          |
| 5.                         | Louis Chiron               | 4                          |

### 500 milja Indianapolisa
| Poredak vozača nakon utrke | Poredak vozača nakon utrke | Poredak vozača nakon utrke |
| -------------------------- | -------------------------- | -------------------------- |
| 1.                         | Nino Farina                | 9                          |
| 2.                         | Juan Manuel Fangio         | 9                          |
| 3.                         | Johnnie Parsons            | 9                          |
| 4.                         | Luigi Fagioli              | 6                          |
| 5.                         | Bill Holland               | 6                          |

### Velika nagrada Švicarske
| Poredak vozača nakon utrke | Poredak vozača nakon utrke | Poredak vozača nakon utrke |
| -------------------------- | -------------------------- | -------------------------- |
| 1.                         | Nino Farina                | 18                         |
| 2.                         | Luigi Fagioli              | 12                         |
| 3.                         | Juan Manuel Fangio         | 9                          |
| 4.                         | Johnnie Parsons            | 9                          |
| 5.                         | Bill Holland               | 6                          |

### Velika nagrada Belgije
| Poredak vozača nakon utrke | Poredak vozača nakon utrke | Poredak vozača nakon utrke |
| -------------------------- | -------------------------- | -------------------------- |
| 1.                         | Nino Farina                | 22                         |
| 2.                         | Luigi Fagioli              | 18                         |
| 3.                         | Juan Manuel Fangio         | 17                         |
| 4.                         | Louis Rosier               | 10                         |
| 5.                         | Johnnie Parsons            | 9                          |

### Velika nagrada Francuske
| Poredak vozača nakon utrke | Poredak vozača nakon utrke | Poredak vozača nakon utrke |
| -------------------------- | -------------------------- | -------------------------- |
| 1.                         | Juan Manuel Fangio         | 26                         |
| 2.                         | Luigi Fagioli              | 24                         |
| 3.                         | Nino Farina                | 22                         |
| 4.                         | Louis Rosier               | 10                         |
| 5.                         | Johnnie Parsons            | 9                          |

### Velika nagrada Italije
| Poredak vozača nakon utrke | Poredak vozača nakon utrke | Poredak vozača nakon utrke |
| -------------------------- | -------------------------- | -------------------------- |
| 1.                         | Nino Farina                | 30                         |
| 2.                         | Juan Manuel Fangio         | 27                         |
| 3.                         | Luigi Fagioli              | 24                         |
| 4.                         | Louis Rosier               | 13                         |
| 5.                         | Alberto Ascari             | 11                         |

## Utrke
| Rd | Velika nagrada                  | Prvo startno mjesto | Pobjednik vozač    | Pobjednik konstruktor    |
| -- | ------------------------------- | ------------------- | ------------------ | ------------------------ |
| 1  | Velika nagrada Velike Britanije | Nino Farina         | Nino Farina        | Alfa Romeo               |
| 2  | Velika nagrada Monaka           | Juan Manuel Fangio  | Juan Manuel Fangio | Alfa Romeo               |
| 3  | 500 milja Indianapolisa         | Walt Faulkner       | Johnnie Parsons    | Kurtis Kraft-Offenhauser |
| 4  | Velika nagrada Švicarske        | Juan Manuel Fangio  | Nino Farina        | Alfa Romeo               |
| 5  | Velika nagrada Belgije          | Nino Farina         | Juan Manuel Fangio | Alfa Romeo               |
| 6  | Velika nagrada Francuske        | Juan Manuel Fangio  | Juan Manuel Fangio | Alfa Romeo               |
| 7  | Velika nagrada Italije          | Juan Manuel Fangio  | Nino Farina        | Alfa Romeo               |

## Sistem bodovanja
Sistem bodovanja u Formuli 1
| Mjesto       | Bodovi |
| ------------ | ------ |
| 1.           | 8      |
| 2.           | 6      |
| 3.           | 4      |
| 4.           | 3      |
| 5.           | 2      |
| Najbrži krug | 1      |

- Samo 4 najbolja rezultata u 7 utrka su se računala za prvenstvo vozača.

## Rezultati utrka
| Poz. | Br. | Vozač                 | Konstruktor        | Vrijeme           | Grid | Bodovi |
| ---- | --- | --------------------- | ------------------ | ----------------- | ---- | ------ |
| 1.   | 2   | Nino Farina           | Alfa Romeo         | 2 h 13 min 23,6 s | 1.   | 9      |
| 2.   | 3   | Luigi Fagioli         | Alfa Romeo         | + 2,6 s           | 2.   | 6      |
| 3.   | 4   | Reg Parnell           | Alfa Romeo         | + 52,0 s          | 4.   | 4      |
| 4.   | 14  | Yves Giraud-Cabantous | Talbot-Lago-Talbot | + 2 kruga         | 6.   | 3      |
| 5.   | 15  | Louis Rosier          | Talbot-Lago-Talbot | + 2 kruga         | 9.   | 2      |

| Najbrži krug | Nino Farina - 1 min 50,6 s |

| Poz. | Br. | Vozač              | Konstruktor | Vrijeme           | Grid | Bodovi |
| ---- | --- | ------------------ | ----------- | ----------------- | ---- | ------ |
| 1.   | 34  | Juan Manuel Fangio | Alfa Romeo  | 3 h 13 min 18,7 s | 1.   | 9      |
| 2.   | 40  | Alberto Ascari     | Ferrari     | + 1 krug          | 7.   | 6      |
| 3.   | 48  | Louis Chiron       | Maserati    | + 2 kruga         | 8.   | 4      |
| 4.   | 42  | Raymond Sommer     | Ferrari     | + 3 kruga         | 9.   | 3      |
| 5.   | 50  | Prince Bira        | Maserati    | + 5 krugova       | 15.  | 2      |

| Najbrži krug | Juan Manuel Fangio - 1 min 51,0 s |

| Poz. | Br. | Vozač                           | Konstruktor              | Vrijeme            | Grid | Bodovi |
| ---- | --- | ------------------------------- | ------------------------ | ------------------ | ---- | ------ |
| 1.   | 1   | Johnnie Parsons                 | Kurtis Kraft-Offenhauser | 2 h 46 min 55,97 s | 5.   | 9      |
| 2.   | 3   | Bill Holland                    | Deidt-Offenhauser        | + 1 krug           | 10.  | 6      |
| 3.   | 31  | Mauri Rose                      | Deidt-Offenhauser        | + 1 krug           | 3.   | 4      |
| 4.   | 54  | Cecil Green                     | Kurtis Kraft-Offenhauser | + 1 krug           | 12.  | 3      |
| 5.   | 17  | Joie Chitwood Tony Bettenhausen | Kurtis Kraft-Offenhauser | + 2 kruga          | 9.   | 1      |

| Najbrži krug | Johnnie Parsons - 1 min 9,77 s |

| Poz. | Br. | Vozač          | Konstruktor        | Vrijeme          | Grid | Bodovi |
| ---- | --- | -------------- | ------------------ | ---------------- | ---- | ------ |
| 1.   | 16  | Nino Farina    | Alfa Romeo         | 2h 02 min 53,7 s | 2.   | 9      |
| 2.   | 12  | Luigi Fagioli  | Alfa Romeo         | + 0,4 s          | 3.   | 6      |
| 3.   | 10  | Louis Rosier   | Talbot-Lago-Talbot | + 1 krug         | 10.  | 4      |
| 4.   | 30  | Prince Bira    | Maserati           | + 2 kruga        | 8.   | 3      |
| 5.   | 34  | Felice Bonetto | Maserati           | + 2 kruga        | 12.  | 2      |

| Najbrži krug | Nino Farina - 2 min 41,6 s |

| Poz. | Br. | Vozač              | Konstruktor        | Vrijeme           | Grid | Bodovi |
| ---- | --- | ------------------ | ------------------ | ----------------- | ---- | ------ |
| 1.   | 10  | Juan Manuel Fangio | Alfa Romeo         | 2 h 47 min 26,0 s | 2.   | 8      |
| 2.   | 12  | Luigi Fagioli      | Alfa Romeo         | + 14,0 s          | 3.   | 6      |
| 3.   | 14  | Louis Rosier       | Talbot-Lago-Talbot | + 2 min 19,0 s    | 8.   | 4      |
| 4.   | 8   | Nino Farina        | Alfa Romeo         | + 4 min 5,0 s     | 1.   | 4      |
| 5.   | 4   | Alberto Ascari     | Ferrari            | + 1 krug          | 6.   | 3      |

| Najbrži krug | Nino Farina - 4 min 34,1 s |

| Poz. | Br. | Vozač                             | Konstruktor           | Vrijeme           | Grid | Bodovi |
| ---- | --- | --------------------------------- | --------------------- | ----------------- | ---- | ------ |
| 1.   | 6   | Juan Manuel Fangio                | Alfa Romeo            | 2 h 57 min 52,8 s | 1.   | 9      |
| 2.   | 4   | Luigi Fagioli                     | Alfa Romeo            | + 25,7 s          | 3.   | 6      |
| 3.   | 14  | Peter Whitehead                   | Ferrari               | + 3 kruga         | 18.  | 4      |
| 4.   | 44  | Robert Manzon                     | Simca Gordini-Gordini | + 3 kruga         | 12.  | 3      |
| 5.   | 16  | Philippe Étancelin Eugène Chaboud | Talbot-Lago-Talbot    | + 5 krugova       | 4.   | 1      |

| Najbrži krug | Juan Manuel Fangio - 2 min 35,6 s |

 VN Italije
| Poz. | Br. | Vozač                          | Konstruktor        | Vrijeme           | Grid | Bodovi |
| ---- | --- | ------------------------------ | ------------------ | ----------------- | ---- | ------ |
| 1.   | 10  | Nino Farina                    | Alfa Romeo         | 2 h 51 min 17,4 s | 3.   | 9      |
| 2.   | 48  | Dorino Serafini Alberto Ascari | Ferrari            | + 1 min 18,6 s    | 6.   | 3      |
| 3.   | 36  | Luigi Fagioli                  | Alfa Romeo         | + 1 min 35,6 s    | 5.   | 4      |
| 4.   | 58  | Louis Rosier                   | Talbot-Lago-Talbot | + 5 krugova       | 13.  | 3      |
| 5.   | 25  | Philippe Étancelin             | Talbot-Lago-Talbot | + 5 krugova       | 16.  | 2      |

| Najbrži krug | Juan Manuel Fangio - 2 min 0,0 s |

## Poredak
| Mjesto | Vozač                 | Bodovi | VBR | MNK | 500 | ŠVI | BEL | FRA | ITA |
| ------ | --------------------- | ------ | --- | --- | --- | --- | --- | --- | --- |
| 1.     | Nino Farina           | 30     | 9   | –   |     | 8   | 3   | –   | 8   |
| 2.     | Juan Manuel Fangio    | 27     | –   | 9   |     | –   | 8   | 8   | –   |
| 3.     | Luigi Fagioli         | 24     | 6   | –   |     | 6   | 6   | 6   | 4   |
| 4.     | Louis Rosier          | 13     | 2   | –   |     | 4   | 4   | –   | 3   |
| 5.     | Alberto Ascari        | 11     |     | 6   |     | –   | 2   |     | 3   |
| 6.     | Johnnie Parsons       | 9      |     |     | 9   |     |     |     |     |
| 7.     | Bill Holland          | 6      |     |     | 6   |     |     |     |     |
| 8.     | Prince Bira           | 5      | –   | 2   |     | 3   |     |     | –   |
| 9.     | Peter Whitehead       | 4      |     |     |     |     |     | 4   | –   |
| 10.    | Louis Chiron          | 4      | –   | 4   |     | –   |     | –   | –   |
| 11.    | Reg Parnell           | 4      | 4   |     |     |     |     | –   |     |
| 12.    | Mauri Rose            | 4      |     |     | 4   |     |     |     |     |
| 13.    | Dorino Serafini       | 3      |     |     |     |     |     |     | 3   |
| 14.    | Yves Giraud-Cabantous | 3      | 3   |     |     | –   | –   | –   |     |
| 15.    | Raymond Sommer        | 3      |     | 3   |     | –   | –   | –   | –   |
| 16.    | Robert Manzon         | 3      |     | –   |     |     |     | 3   | –   |
| 17.    | Cecil Green           | 3      |     |     | 3   |     |     |     |     |
| 18.    | Philippe Étancelin    | 3      | –   | –   |     | –   | –   | 1   | 2   |
| 19.    | Felice Bonetto        | 2      |     |     |     | 2   |     | –   |     |
| 20.    | Eugène Chaboud        | 1      |     |     |     |     | 1   | –   |     |
| 21.    | Joie Chitwood         | 1      |     |     | 1   |     |     |     |     |
| 22.    | Tony Bettenhausen     | 1      |     |     | 1   |     |     |     |     |
| Mjesto | Vozač                 | Bodovi | VBR | MNK | 500 | ŠVI | BEL | FRA | ITA |

- Luigi Fagioli je osvojio ukupno 28 bodova, ali samo 24 boda osvojena u četiri najbolje utrke su se računala za prvenstvo vozača.

| Boja | Značenje                                                  |
| ---- | --------------------------------------------------------- |
| 5    | Osvojeni bodovi koji su se računali za prvenstvo vozača   |
| 5    | Osvojeni bodovi koji se nisu računali za prvenstvo vozača |
| –    | Vozač nije osvojio bodove u utrci                         |
|      | Vozač nije nastupao na utrci                              |

## Kvalifikacije
| Poz. | VBR            | Poz. |
| ---- | -------------- | ---- |
| 1.   | Farina         | 1.   |
| 2.   | Fagioli        | 2.   |
| 3.   | Fangio         | 3.   |
| 4.   | Parnell        | 4.   |
| 5.   | Bira           | 5.   |
| 6.   | Cabantous      | 6.   |
| 7.   | Martin         | 7.   |
| 8.   | De Graffenried | 8.   |
| 9.   | Rosier         | 9.   |
| 10.  | Walker         | 10.  |
| 11.  | Chiron         | 11.  |
| 12.  | Johnson        | 12.  |
| 13.  | Gerard         | 13.  |
| 14.  | Étancelin      | 14.  |
| 15.  | Harrison       | 15.  |
| 16.  | Hampshire      | 16.  |
| 17.  | Crossley       | 17.  |
| 18.  | Murray         | 18.  |
| 19.  | Kelly          | 19.  |
| 20.  | Fry            | 20.  |
| 21.  | Claes          | 21.  |

## Statistike
| Vozač              | Postolja  | Postolja  | Postolja  | Prvo startno mjesto | Najbrži krug | Krugovi u vodstvu |
| Vozač              | 1. mjesto | 2. mjesto | 3. mjesto | Prvo startno mjesto | Najbrži krug | Krugovi u vodstvu |
| ------------------ | --------- | --------- | --------- | ------------------- | ------------ | ----------------- |
| Nino Farina        | 3         | -         | -         | 2                   | 3            | 197               |
| Juan Manuel Fangio | 3         | -         | -         | 4                   | 3            | 179               |
| Johnnie Parsons    | 1         | -         | -         | -                   | 1            | 115               |
| Luigi Fagioli      | -         | 4         | 1         | -                   | -            | 8                 |
| Alberto Ascari     | -         | 2         | -         | -                   | -            | 2                 |
| Bill Holland       | -         | 1         | -         | -                   | -            | 8                 |
| Dorino Serafini    | -         | 1         | -         | -                   | -            | -                 |
| Louis Rosier       | -         | -         | 2         | -                   | -            | -                 |
| Reg Parnell        | -         | -         | 1         | -                   | -            | -                 |
| Louis Chiron       | -         | -         | 1         | -                   | -            | -                 |
| Mauri Rose         | -         | -         | 1         | -                   | -            | 15                |
| Peter Whitehead    | -         | -         | 1         | -                   | -            | -                 |
| Walt Faulkner      | -         | -         | -         | 1                   | -            | -                 |
| Raymond Sommer     | -         | -         | -         | -                   | -            | 5                 |

| Konstruktor              | Postolja  | Postolja  | Postolja  | Prvo startno mjesto | Najbrži krug | Krugovi u vodstvu |
| Konstruktor              | 1. mjesto | 2. mjesto | 3. mjesto | Prvo startno mjesto | Najbrži krug | Krugovi u vodstvu |
| ------------------------ | --------- | --------- | --------- | ------------------- | ------------ | ----------------- |
| Alfa Romeo               | 6         | 4         | 2         | 6                   | 6            | 384               |
| Kurtis Kraft-Offenhauser | 1         | -         | -         | 1                   | 1            | 115               |
| Ferrari                  | -         | 2         | 1         | -                   | -            | 2                 |
| Deidt-Offenhauser        | -         | 1         | 1         | -                   | -            | 23                |
| Talbot-Lago-Talbot       | -         | -         | 2         | -                   | -            | 5                 |
| Maserati                 | -         | -         | 1         | -                   | -            | -                 |

### Vodeći vozač i konstruktor u prvenstvu
U rubrici bodovi, prikazana je bodovna prednost vodećeg vozača ispred drugoplasiranog, dok je žutom bojom označena utrka na kojoj je vozač osvojio naslov prvaka.